# Ombret-Rawsa
 (décembre 2022).
Si vous disposez d'ouvrages ou d'articles de référence ou si vous connaissez des sites web de qualité traitant du thème abordé ici, merci de compléter l'article en donnant les références utiles à sa vérifiabilité et en les liant à la section « Notes et références ».
Ombret-Rawsa est une section de la commune belge d'Amay, située en Wallonie dans la province de Liège.
Le village se situe sur la rive droite de la Meuse, immédiatement en face d'Amay. Une section du village a été rattachée à la commune  d'Engis. C'était une commune à part entière avant la fusion des communes de 1977. Elle-même formée en 1842 par la fusion des villages d'Ombret et de Rawsa.

## Géographie

### Lieux et lieux-dits
Communes, Grand-Fond, Neuf-Bonniers, La Pache, Ponthière, Rawsa, Champs-d'oiseaux, Ry-de-Mer, Trou-Botin, bois de Bellegrange, bois de la Fagne Rausart, bois Saint-Lambert, ruisseau de Fond d'Oxhe.

### Territoire et population
Vers 1950, l'ancienne commune d'Ombret-Rawsa comportait :
- Population : 868 habitants ;
- Superficie : 716 hectares ;
- Nombre de bâtiments : 304.

## Histoire
Durant l'époque gallo-romaine, la chaussée romaine de Metz à Tongres traversait le lieu en empruntant la rue Les Croupets et franchissait la Meuse sur un pont situé à proximité immédiate du pont actuel.

## Patrimoine et culture

### Patrimoine architectural
- L'église d'Ombret (XIXe siècle, arch. Halkin) est en ruines, mais elle devrait être transformée en logements. Les cloches sont exposées sur la grand place d'Amay, près de la collégiale.